# Lapíthas Óros
Lapíthas Óros är ett berg i Grekland.   Det ligger i regionen Västra Grekland, i den södra delen av landet, 190 km väster om huvudstaden Aten. Toppen på Lapíthas Óros är 710 meter över havet.
Terrängen runt Lapíthas Óros är huvudsakligen kuperad. Runt Lapíthas Óros är det ganska glesbefolkat, med 21 invånare per kvadratkilometer. Närmaste större samhälle är Zacháro, 7,5 km söder om Lapíthas Óros. == Kommentarer ==
1. ↑  Position justerad utifrån höjddata (DEM 3") från Viewfinder Panoramas.[1] Mer om algoritmen finns här: Användare:Lsjbot/Algoritmer.
2. ↑  Framräknat ur höjduppgifter (DEM 3") från Viewfinder Panoramas.[1] Mer om algoritmen finns här: Användare:Lsjbot/Algoritmer.
3. ↑  Framräknat ur variansen i alla höjduppgifter (DEM 3") från Viewfinder Panoramas, inom 10 km radie.[1] Mer om algoritmen finns här: Användare:Lsjbot/Algoritmer.